# Lista gatunków z rodzaju jakobinia
Lista gatunków z rodzaju jakobinia (Justicia L.) – lista gatunków rodzaju roślin należącego do rodziny akantowatych (Acanthaceae). Według The Plant List w obrębie tego rodzaju znajdują się co najmniej 652 gatunki o nazwach zweryfikowanych i zaakceptowanych, podczas gdy ponad 700 kolejnych taksonów ma status gatunków niepewnych (niezweryfikowanych).
- Justicia acuminata (Nees) Lindau

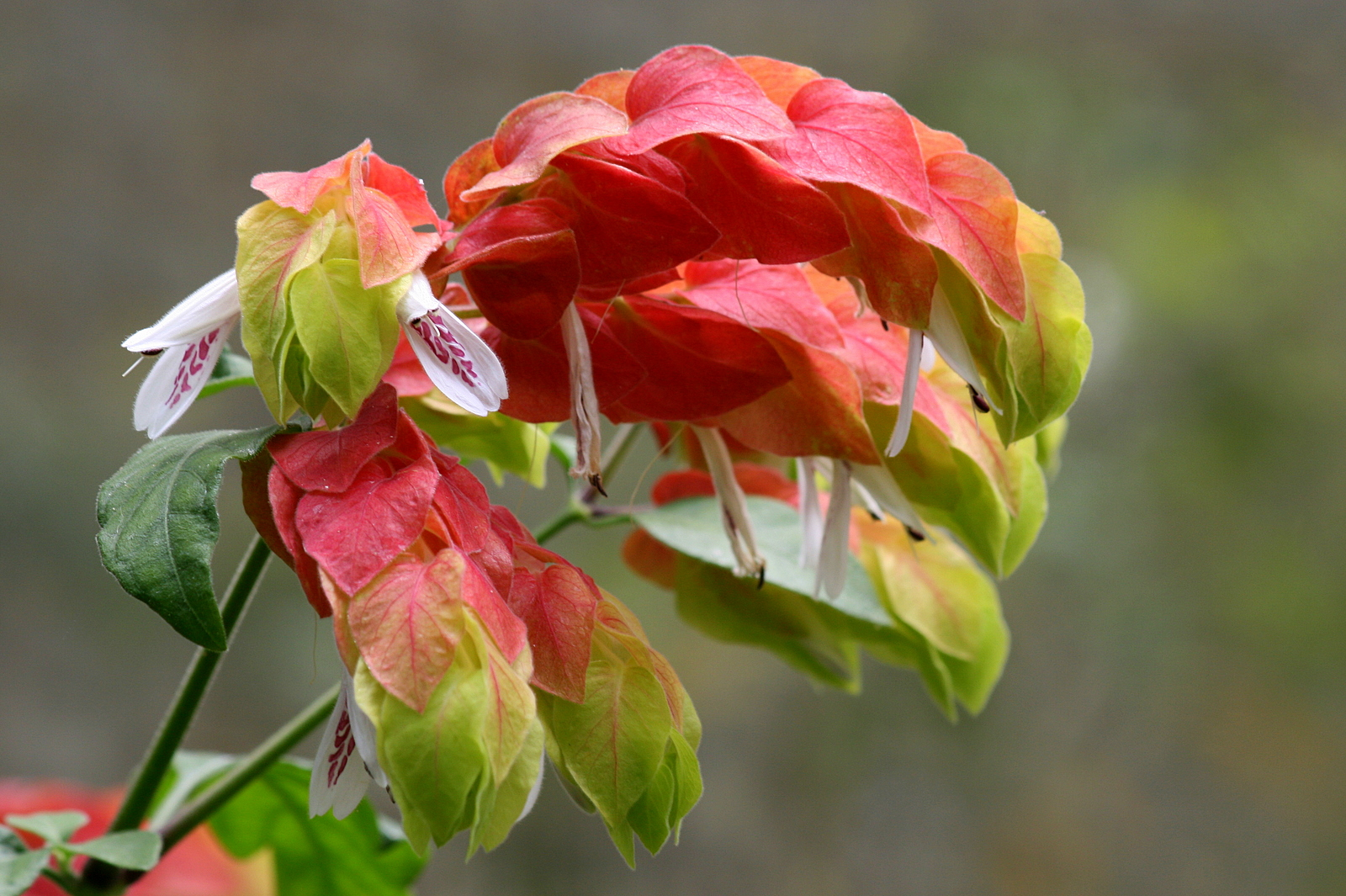
Justicia brandegeeana

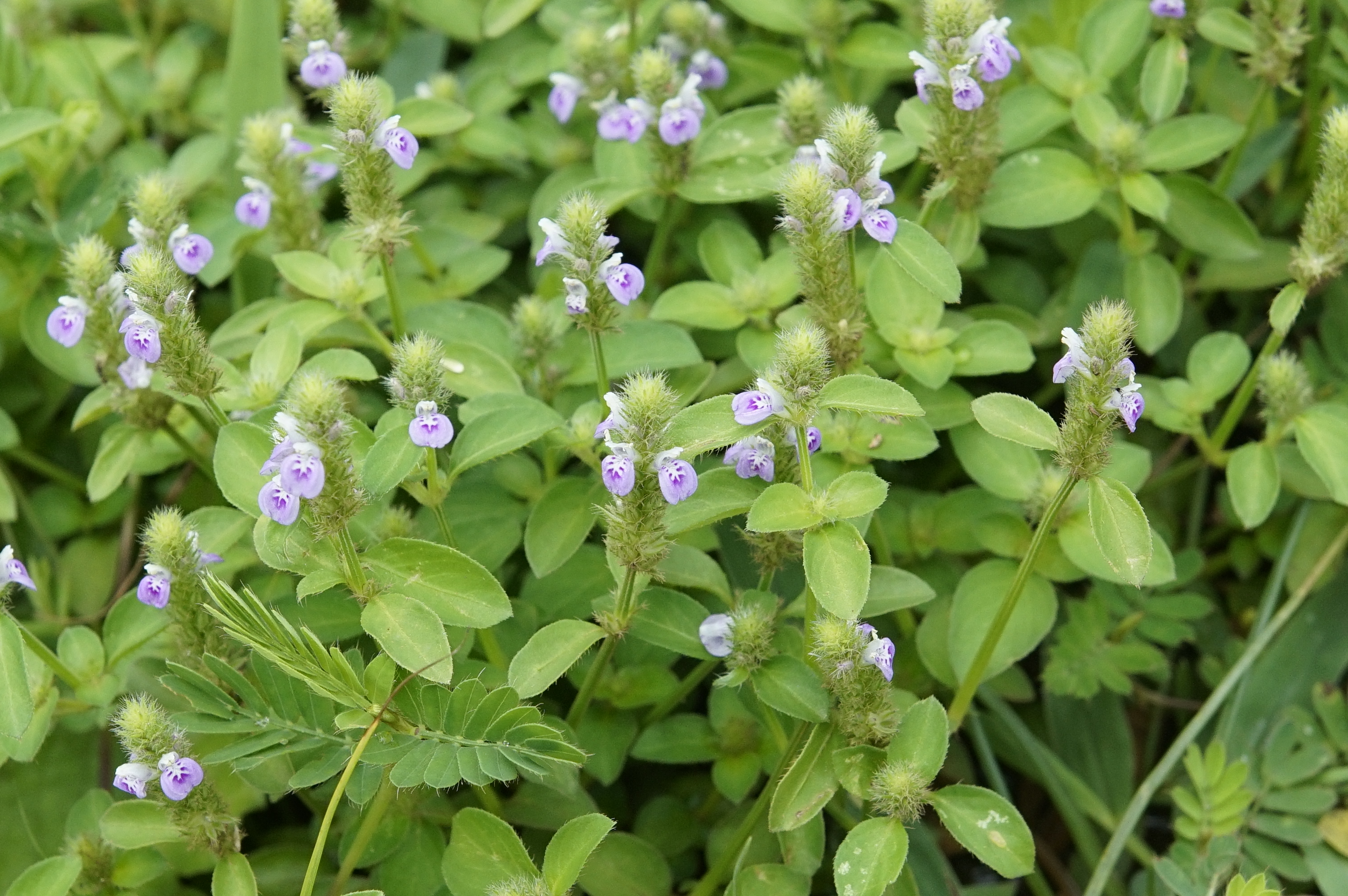
Justicia procumbens

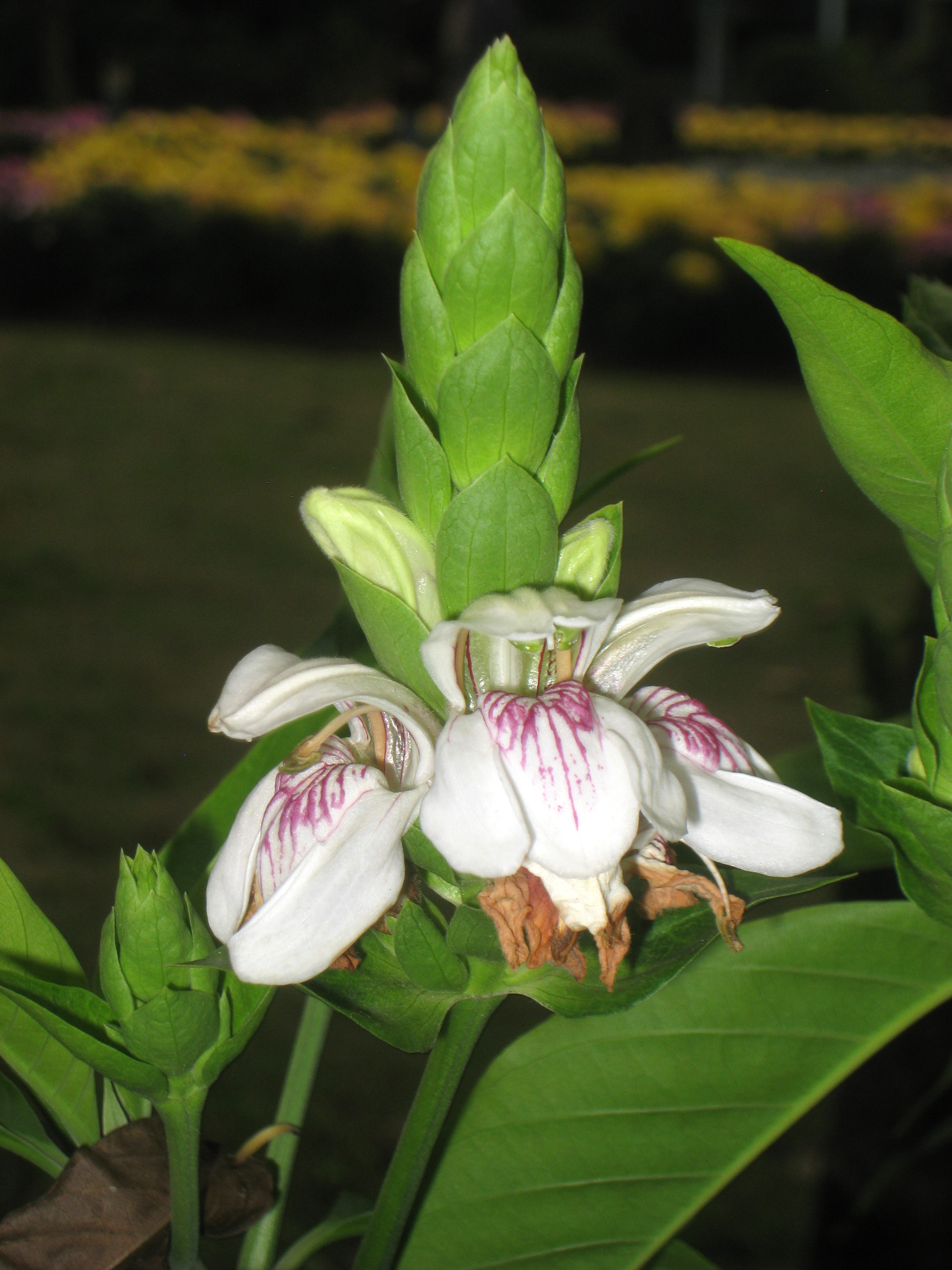
Justicia adhatoda

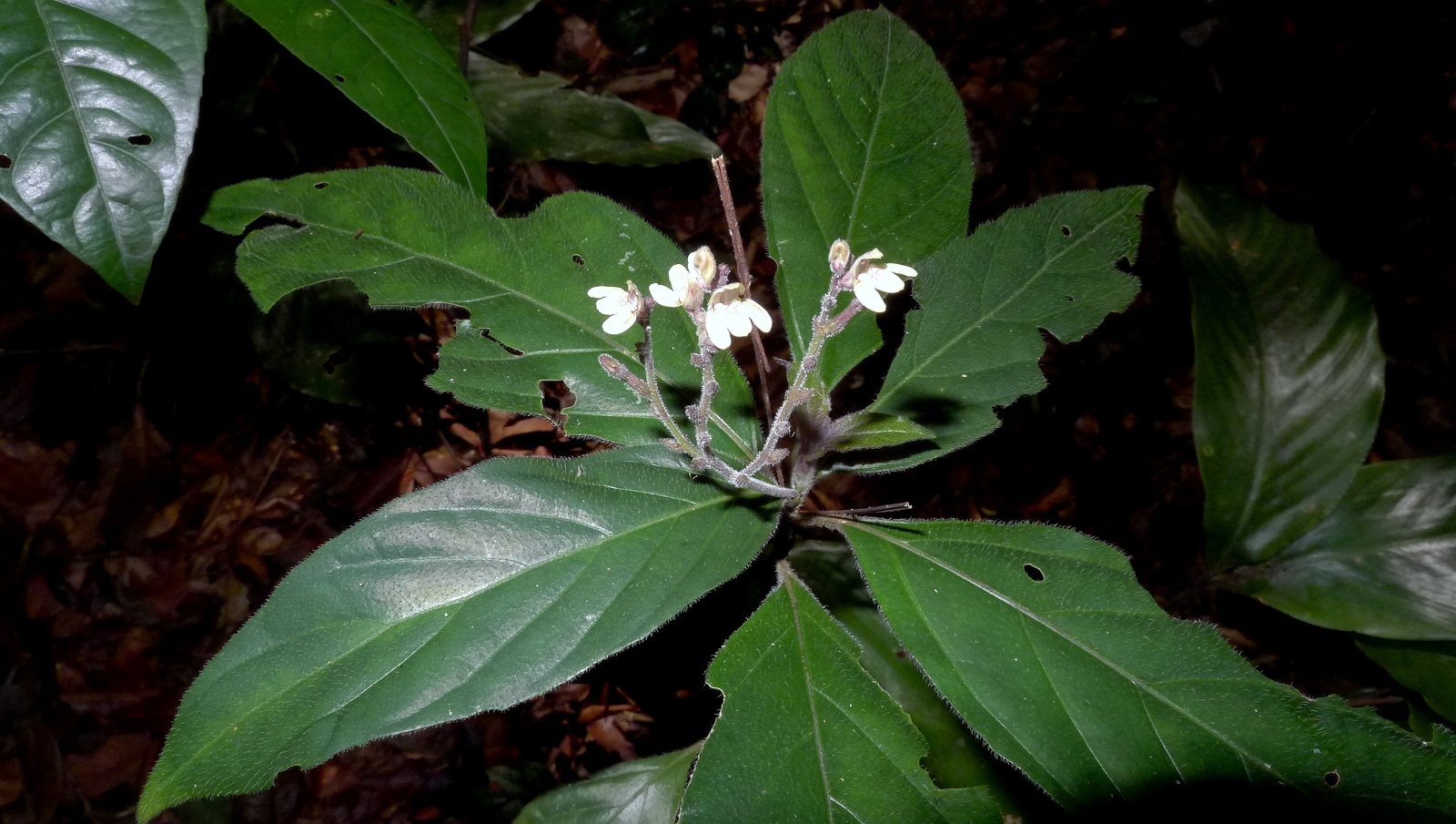
Justicia antirrhina

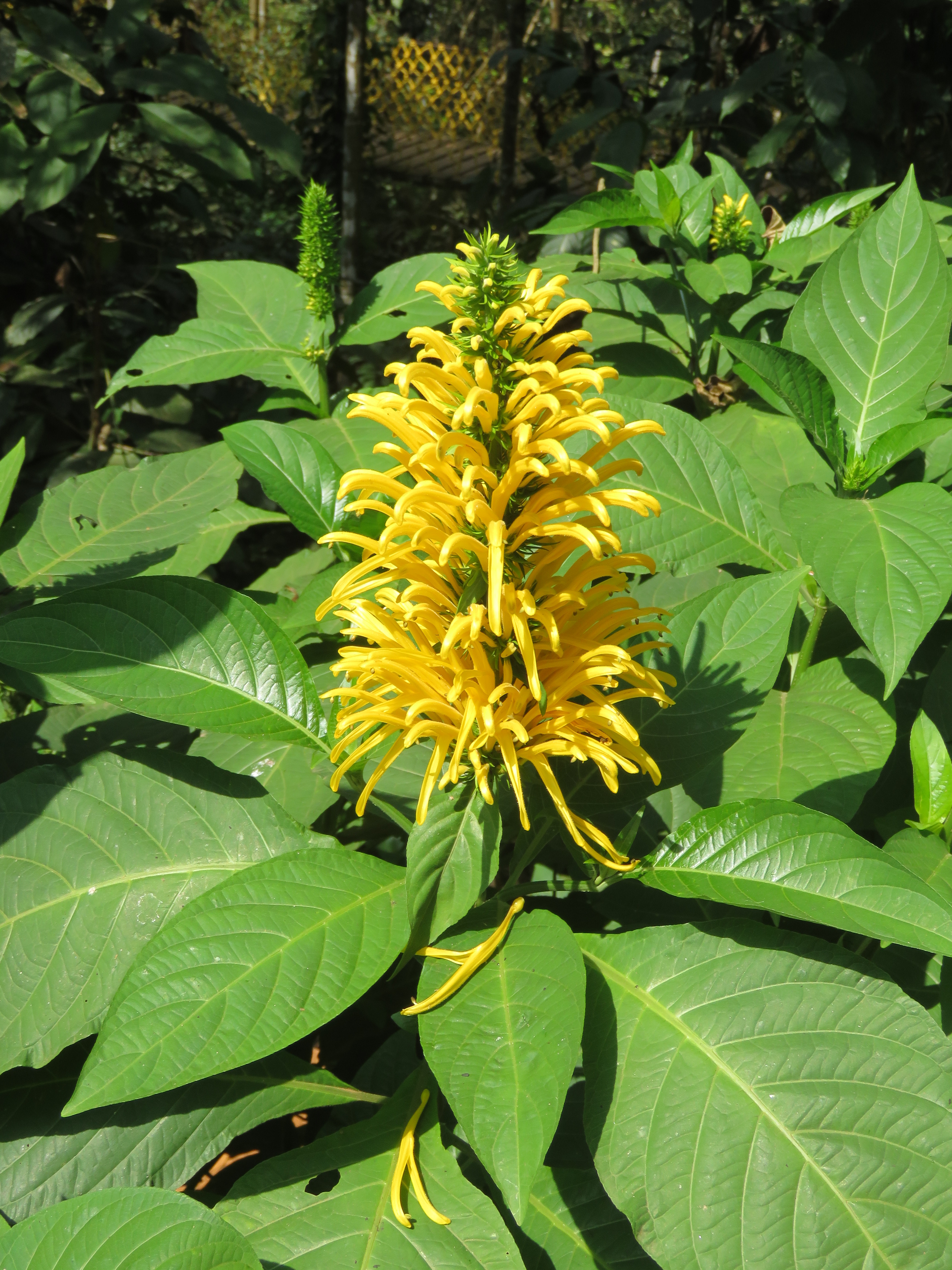
Justicia aurea

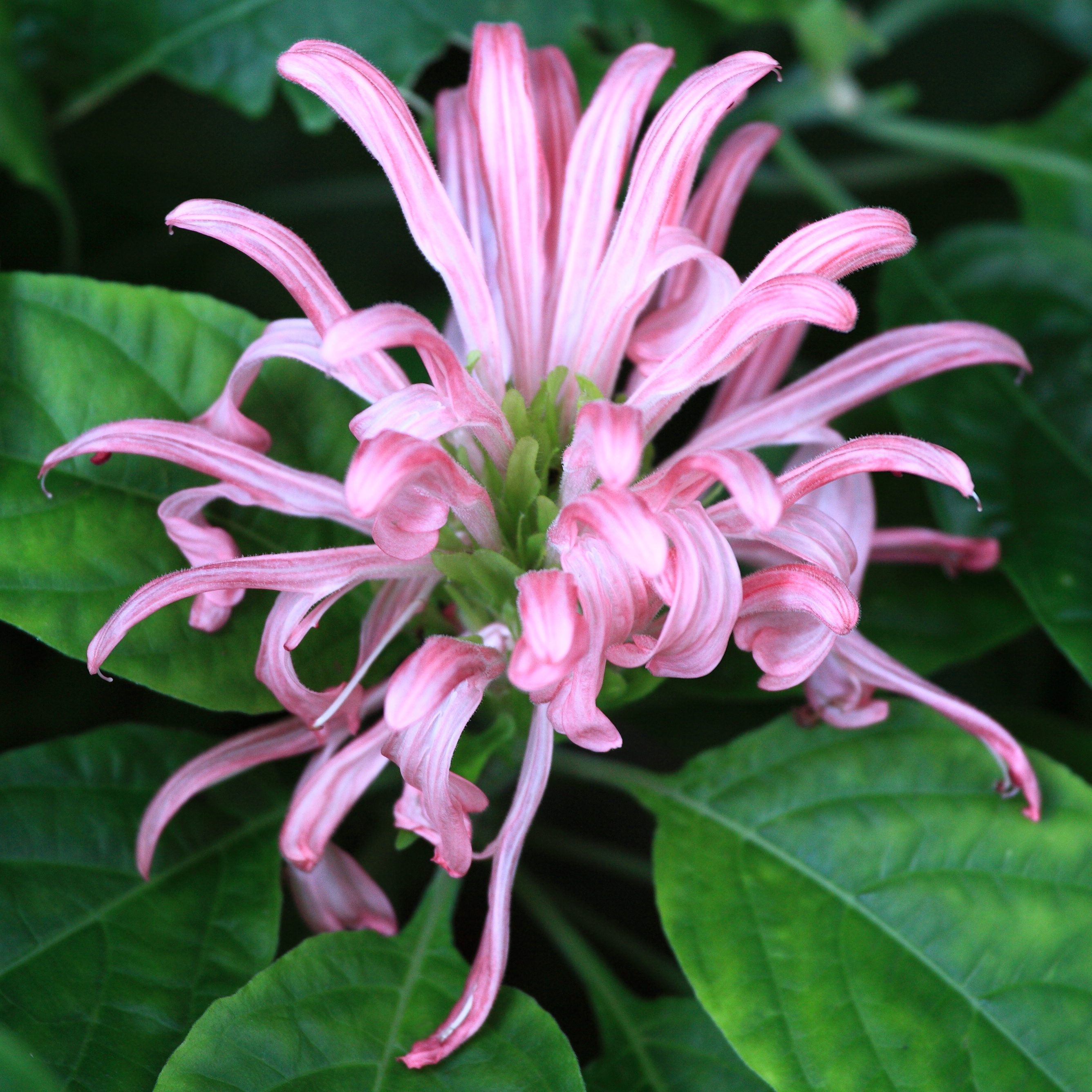
Justicia carnea

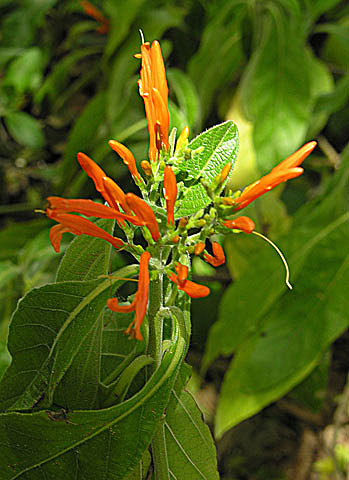
Justicia corumbensis

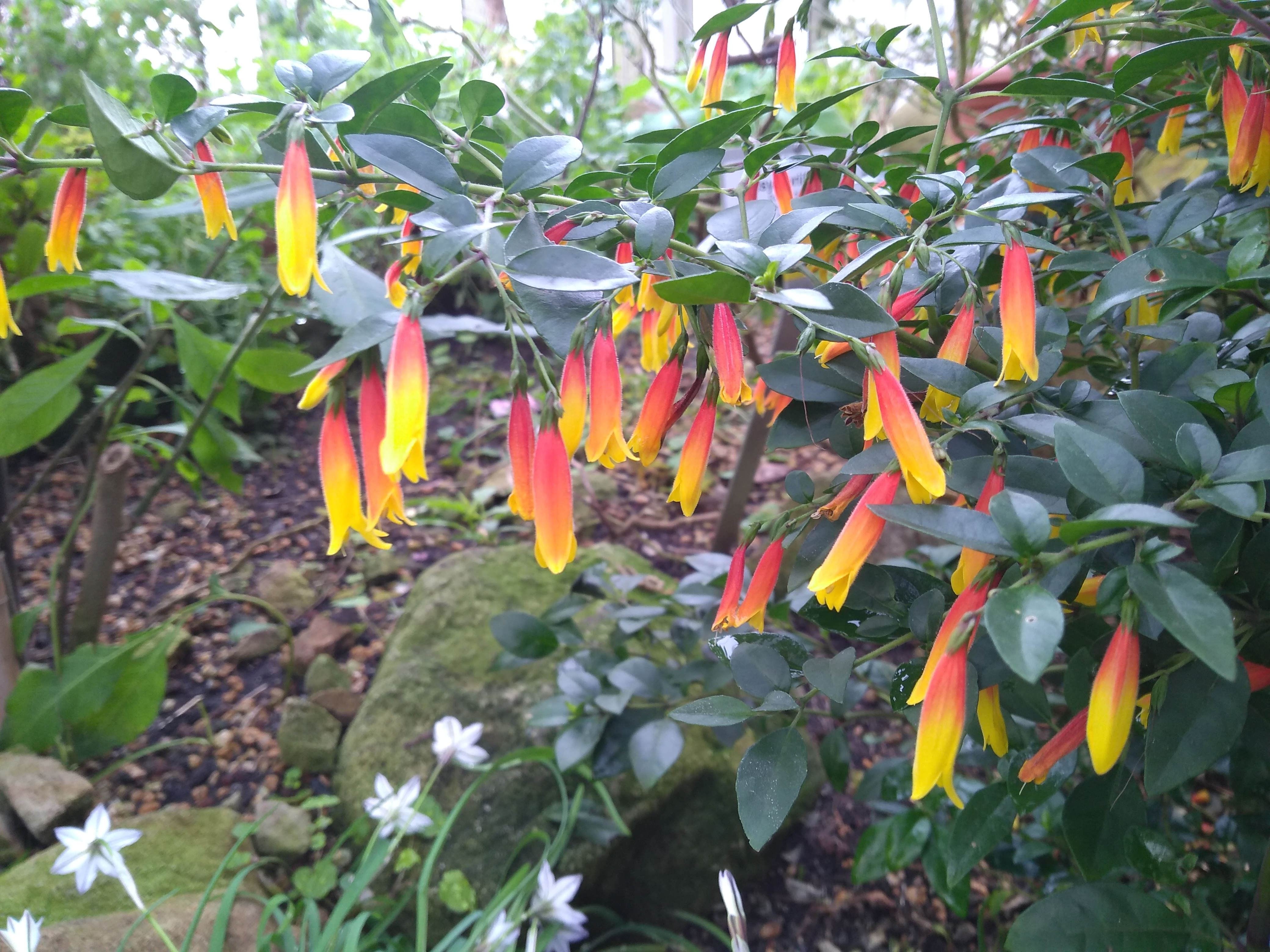
Justicia floribunda

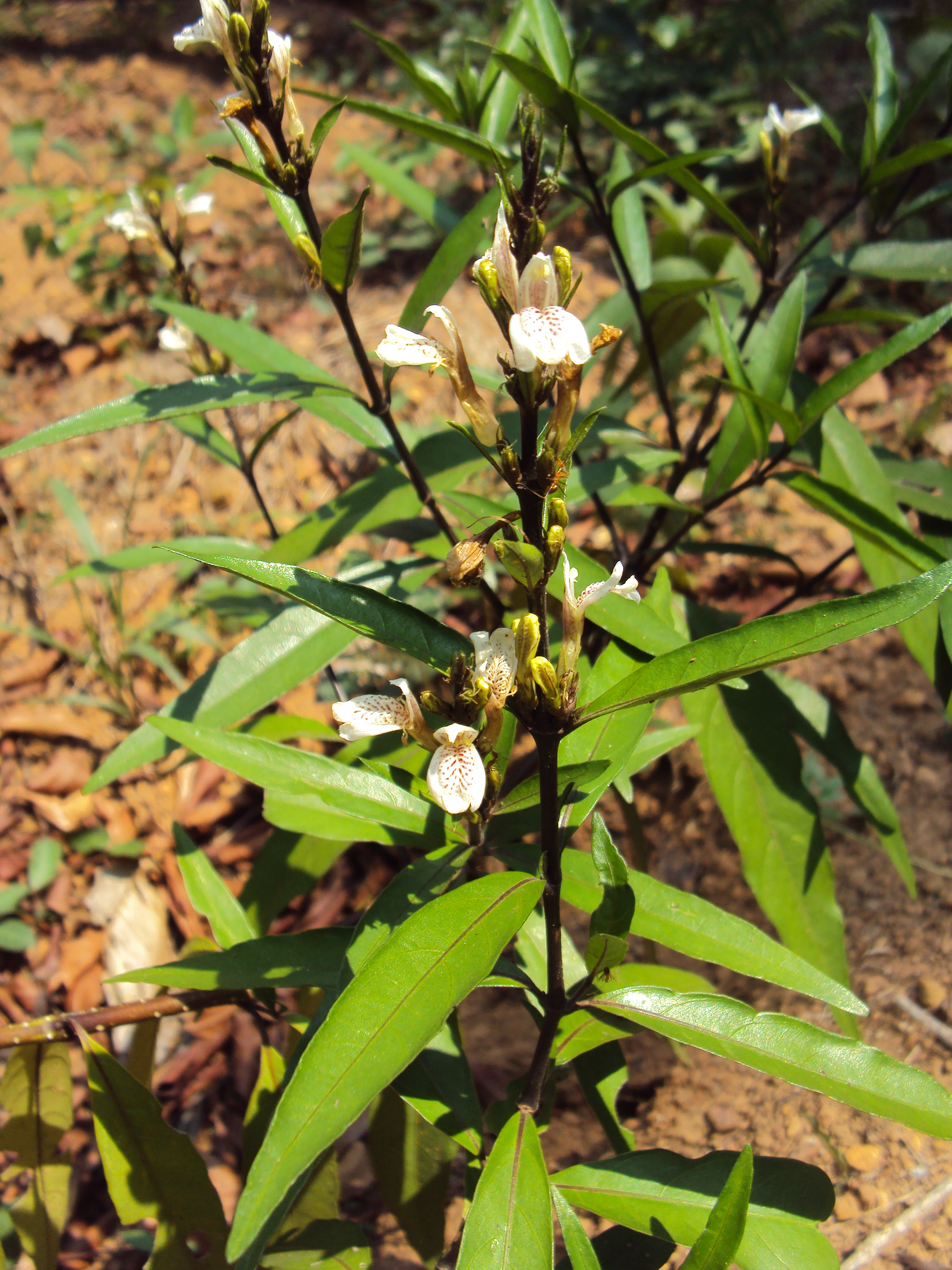
Justicia gendarussa

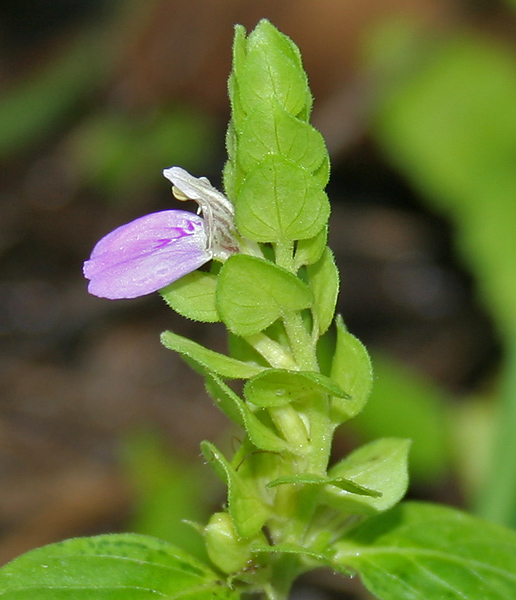
Justicia glauca

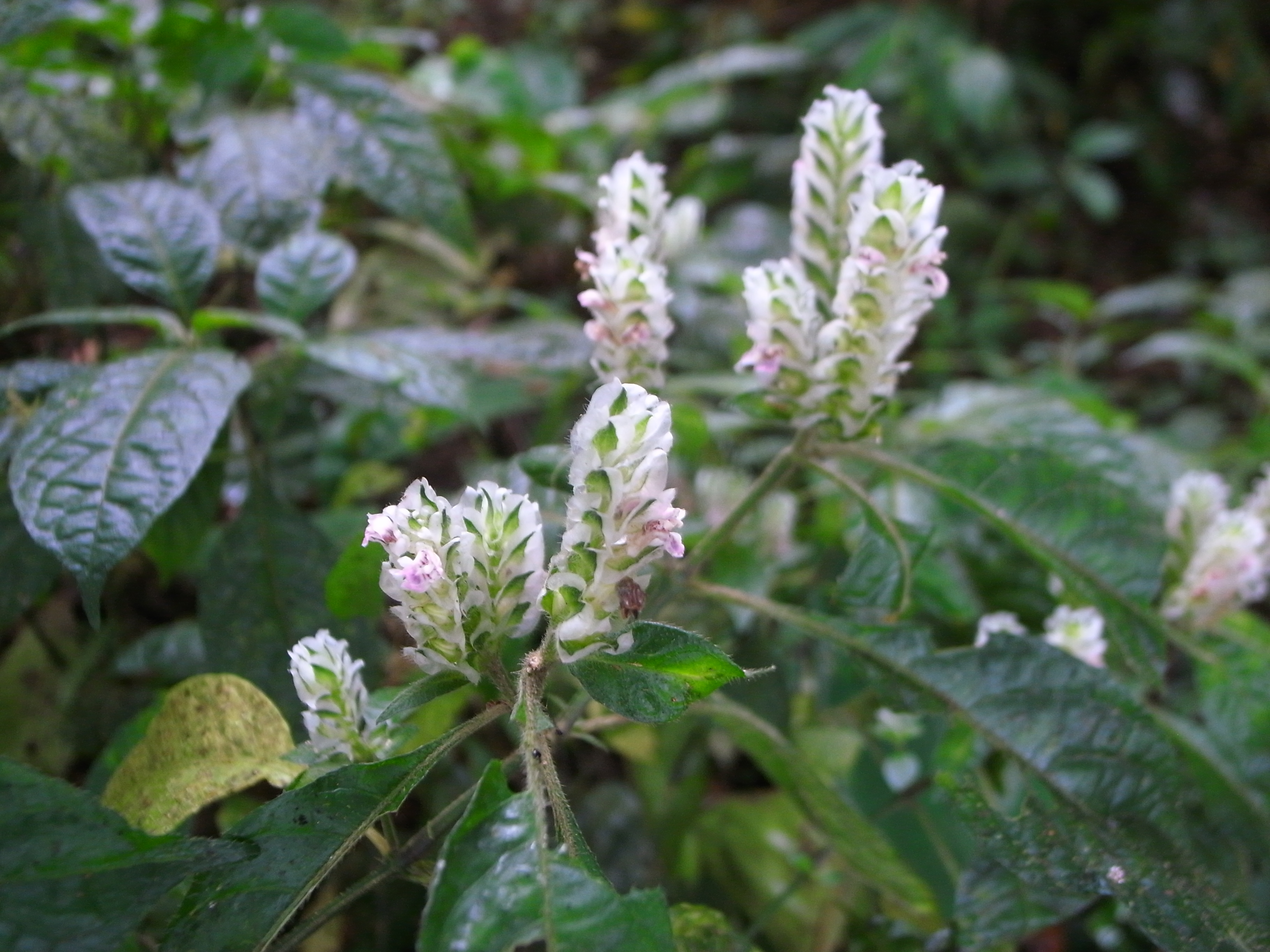
Justicia paxiana

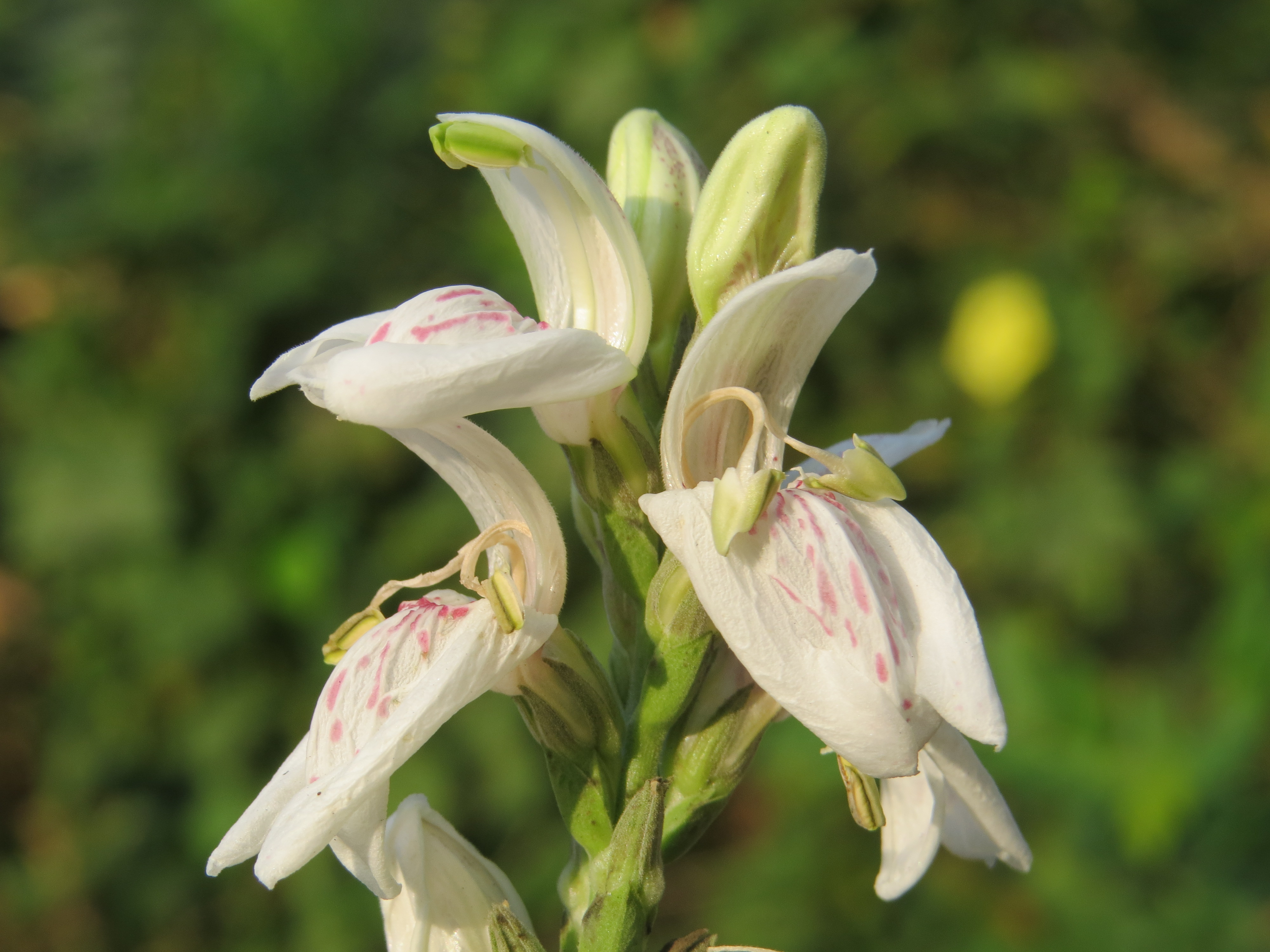
Justicia santapaui

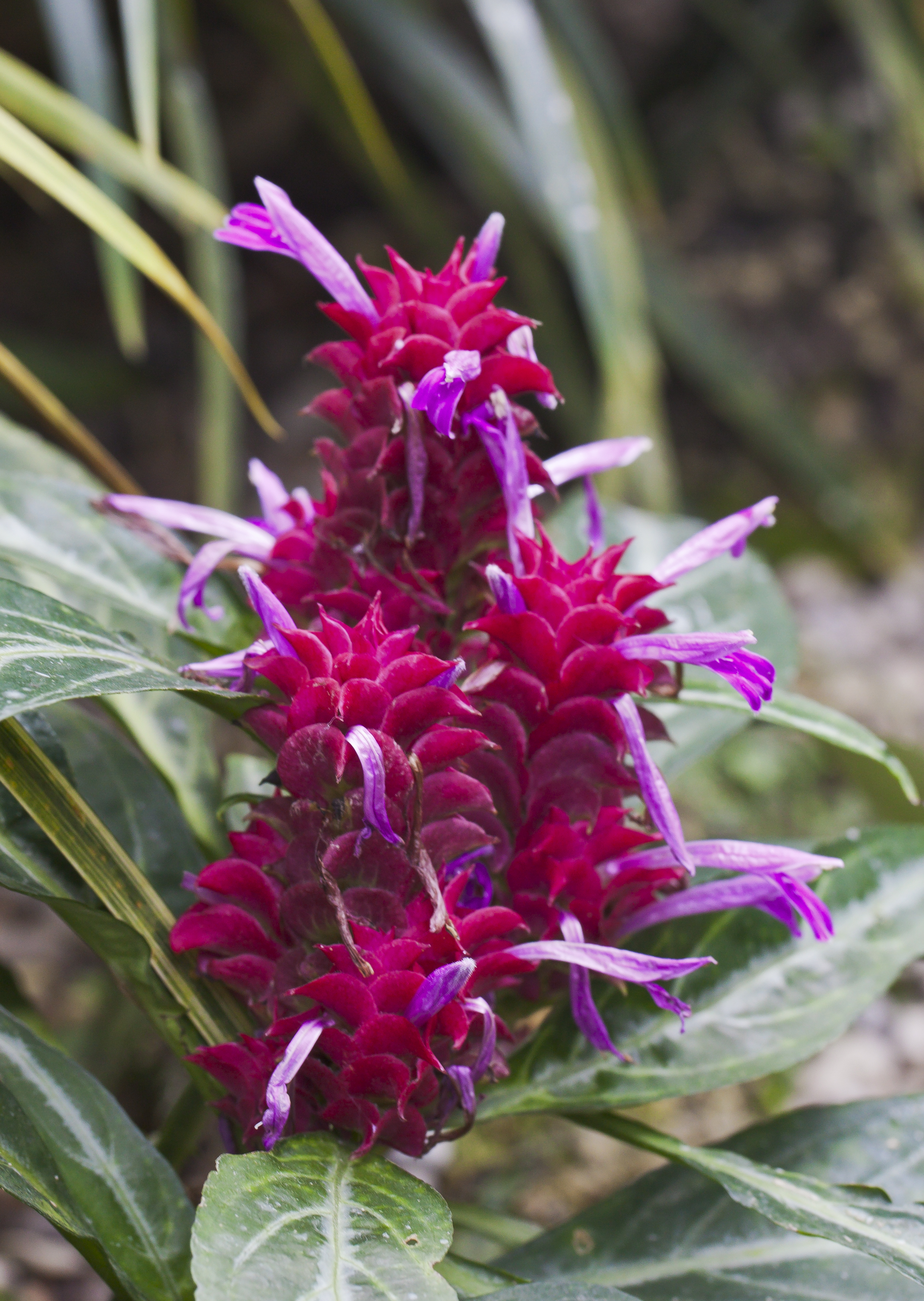
Justicia scheidweileri

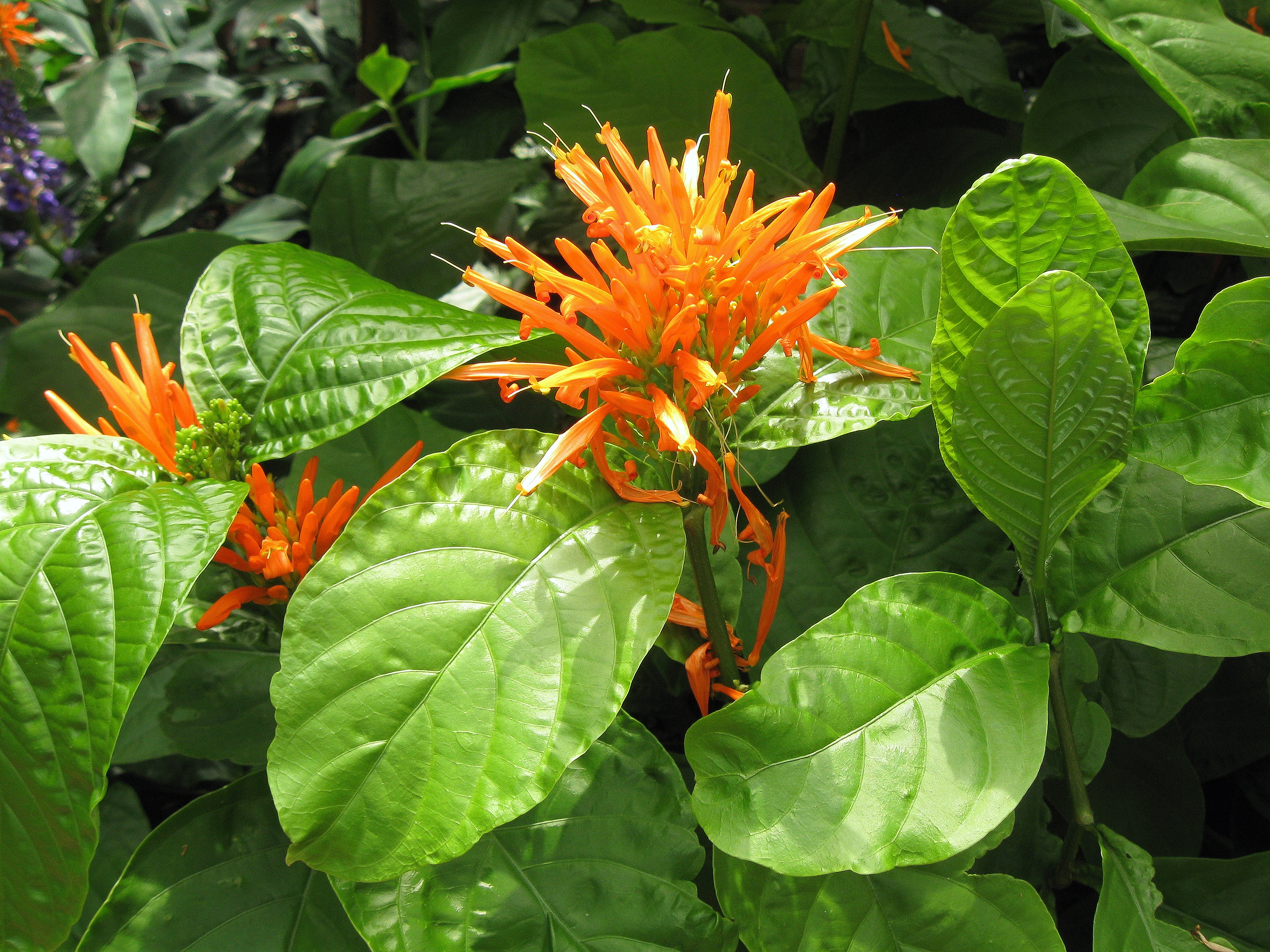
Justicia spicigera

- Justicia acutangula H.S. Lo & D. Fang
- Justicia acutifolia Hedrén
- Justicia addisoniensis (Elmer) C.M. Gao & Y.F. Deng
- Justicia adenothyrsa (Lindau) T.F. Daniel
- Justicia adhaerens Wassh. & J.R.I. Wood
- Justicia adhatoda L.
- Justicia aequilabris (Nees) Lindau
- Justicia aequiloculata Benoist
- Justicia afromontana Hedrén
- Justicia albadenia (Rusby) Wassh. & J.R.I. Wood
- Justicia albobracteata Leonard
- Justicia albovelata W.W. Sm.
- Justicia alboviridis Benoist
- Justicia allenii (Leonard) Durkee
- Justicia almedae T.F. Daniel
- Justicia alopecuroidea T.F. Daniel
- Justicia alpina Lindau
- Justicia amabilis (Mildbr.) V.A.W. Graham
- Justicia amanda Hedrén
- Justicia amazonica Lindau
- Justicia amblyosepala D. Fang & H.S. Lo
- Justicia americana (L.) Vahl
- Justicia amherstia Bennet
- Justicia anagalloides (Nees) T. Anderson
- Justicia andamanica (Vasudeva Rao) Vasudeva Rao
- Justicia andersonii Wassh.
- Justicia andongensis C.B.Clarke
- Justicia andrographioides C.B.Clarke
- Justicia angusta (Chapm.) Small
- Justicia angustibracteata Leonard
- Justicia angustiflora D.N. Gibson
- Justicia anisophylla (Mildbr.) Brummitt
- Justicia ankaratrensis Benoist
- Justicia ankazobensis Benoist
- Justicia anselliana (Nees) T.Anderson
- Justicia antsingensis Benoist
- Justicia aphelandroides (Mildbr.) Wassh.
- Justicia appendiculata (Ruiz & Pav.) Vahl
- Justicia aquatica Benoist
- Justicia arborescens Durkee & McDade
- Justicia arbuscula Benoist
- Justicia arcuata Wassh. & J.R.I. Wood
- Justicia ardens T.F. Daniel
- Justicia aristeguietae Leonard
- Justicia asclepiadea (Nees) Wassh. & C. Ezcurra
- Justicia asystasioides (Lindau) M.E.Steiner
- Justicia aurantiimutata Hammel & Gómez-Laur.
- Justicia aurea Schltdl.
- Justicia austrocapensis T.F. Daniel
- Justicia austroguangxiensi s H.S. Lo & D. Fang
- Justicia austrosinensis H.S. Lo & D. Fang
- Justicia axillaris (Nees) Lindau
- Justicia aymardii Wassh.
- Justicia bagshawei S. Moore
- Justicia baillonii Scott-Elliot
- Justicia bakeri Scott-Elliot
- Justicia baronii V.A.W.Graham
- Justicia bartlettii (Leonard) D.N.Gibson
- Justicia baumii S.Moore
- Justicia beckii Wassh. & J.R.I. Wood
- Justicia beloperonoides Lindau
- Justicia betonica L.
- Justicia beyrichii Lindau
- Justicia biokoensis V.A.W.Graham
- Justicia bitarkarae Gómez-Laur.
- Justicia boaleri Hedrén
- Justicia boerhaviaefolia (Nees) Baron
- Justicia bojeriana (Nees) Baron
- Justicia boliviana Rusby
- Justicia boliviensis (Bremek.) V.A.W. Graham
- Justicia bolomboensis De Wild.
- Justicia bolusii C.B. Clarke
- Justicia borinquensis Britton
- Justicia borrerae (Hemsl.) T.F. Daniel
- Justicia brachystachya Thouars ex Schult.
- Justicia brandegeeana Wassh. & L.B.Sm.
- Justicia brasiliana Roth
- Justicia breedlovei T.F. Daniel
- Justicia brenesii (Leonard) D.N.Gibson
- Justicia breteleri Wassh.
- Justicia brevicaulis S.Moore
- Justicia breviflora (Nees) Rusby
- Justicia brevipedunculata Ensermu
- Justicia brevipila Hedrén
- Justicia brevispica Benoist
- Justicia bruneelii De Wild.
- Justicia buchholzii (Lindau) I.Darbysh.
- Justicia burchellii Hiern
- Justicia buxifolia H.S. Lo & D. Fang
- Justicia californica (Benth.) D.N. Gibson
- Justicia calliantha Leonard
- Justicia calycina (Nees) V.A.W.Graham
- Justicia calyculata Deflers
- Justicia campanulata Benoist
- Justicia campechiana Standl. ex Lundell
- Justicia campenonii Benoist
- Justicia campylostemon T. Anderson
- Justicia candelariae (Oerst.) Leonard
- Justicia candicans (Nees) L.D.Benson
- Justicia capensis Thunb.
- Justicia caracasana Jacq.
- Justicia cardiophylla D. Fang & H.S. Lo
- Justicia carnea Lindl.
- Justicia carthaginensis Jacq.
- Justicia cataractae Leonard
- Justicia catharinensis Lindau
- Justicia caudata A. Gray
- Justicia caudatifolia (H.S. Lo & D. Fang) Z.P. Hao, Y.F. Deng & T.F. Daniel
- Justicia cauliflora Durkee
- Justicia cayennensis (Nees) Lindau
- Justicia chachapoyasensis Wassh.
- Justicia chacoensis Wassh. & C. Ezcurra
- Justicia chaetocephala (Mildbr.) Leonard
- Justicia chamaephyton D.N. Gibson
- Justicia chamaeranthemodes  (Kuntze) T.F. Daniel
- Justicia championii T. Anderson
- Justicia chapadensis S. Moore
- Justicia chapana Wassh.
- Justicia chapareensis Wassh. & J.R.I. Wood
- Justicia chimalapensis T.F. Daniel
- Justicia chiriquiensis Durkee
- Justicia chloanantha Leonard
- Justicia chloroptera Baker
- Justicia chlorostachya Leonard
- Justicia chol T.F. Daniel
- Justicia chrysocoma Leonard
- Justicia chrysotrichoma Pohl
- Justicia chuquisacensis Wassh. & J.R.I. Wood
- Justicia circulibracteata Durkee & McDade
- Justicia ciriloi T.F.Daniel
- Justicia claessensii De Wild.
- Justicia clinopodium A.Gray ex Greenm.
- Justicia clivalis Wassh.
- Justicia coahuilana T.F. Daniel
- Justicia cobensis Lundell
- Justicia colorata (Nees) Wassh.
- Justicia columbiensis (Leonard) V.A.W. Graham
- Justicia comata (L.) Lam.
- Justicia commersoniana (T. Anderson) R. Baron
- Justicia concavibracteata Lindau
- Justicia congestiflora Benoist
- Justicia congrua Lindau
- Justicia consanguinea (Lindau) Wassh. & C. Ezcurra
- Justicia cooleyi Monach. & Leonard
- Justicia coppenamensis Wassh.
- Justicia cordata (Nees) T. Anderson
- Justicia corumbensis (Lindau) Wassh. & C. Ezcurra
- Justicia costaricana Leonard
- Justicia coursii Benoist
- Justicia crassifolia (Chapm.) Small
- Justicia crassiradix C.B. Clarke
- Justicia crebrinodis Benoist
- Justicia crenata (Leonard) Durkee
- Justicia cufodontii (Fiori) Ensermu
- Justicia cuicatlana T.F. Daniel
- Justicia culebritae Urb.
- Justicia cuneata Vahl
- Justicia cuspidulata (Nees) Wassh.
- Justicia cuzcoensis Lindau
- Justicia cynosuroides Benoist
- Justicia cyrtantheriformis  (Rizzini) Profice
- Justicia dalaensis Benoist
- Justicia damingensis (H.S. Lo) H.S. Lo
- Justicia dasyclados (Nees) Lindau
- Justicia deaurata Hammel & Gómez-Laur.
- Justicia decaryi Benoist
- Justicia dejecta Benoist
- Justicia delascioi Wassh.
- Justicia delicatula Scott-Elliot
- Justicia demissa N.H. Xia & Y.F. Deng
- Justicia dendropila T.F. Daniel
- Justicia densibracteata Durkee & McDade
- Justicia dianthera Vell.
- Justicia diclipteroides Lindau
- Justicia diffusa Willd.
- Justicia diminuta Benoist
- Justicia dinteri S. Moore
- Justicia disjuncta Benoist
- Justicia diversifolia Jenn.
- Justicia dives Benoist
- Justicia dryadum Wassh. & J.R.I. Wood
- Justicia dubiosa Lindau
- Justicia dumetorum Morong
- Justicia eburnea D.N. Gibson
- Justicia effusa D.N.Gibson
- Justicia elegantissima (Lindau) Wassh.
- Justicia elegantula S. Moore
- Justicia elliotii S. Moore
- Justicia eminii Lindau
- Justicia engleriana Lindau
- Justicia ensiflora (Standl.) D.N.Gibson
- Justicia ephemera Leonard
- Justicia equestris Benoist
- Justicia euosmia Lindau
- Justicia excalcea Benoist
- Justicia exigua S. Moore
- Justicia exsul Benoist
- Justicia extensa T.Anderson
- Justicia falconensis Wassh.
- Justicia ferruginea H.S. Lo & D. Fang
- Justicia filibracteolata Lindau
- Justicia fimbriata (Nees) V.A.W. Graham
- Justicia fittonioides S. Moore
- Justicia flava (Forssk.) Vahl
- Justicia flaviflora (Turrill) Wassh.
- Justicia floribunda (C. Koch) Wassh.
- Justicia forbesii S. Moore
- Justicia fortunensis T.F. Daniel & Wassh.
- Justicia francoiseana Brummitt
- Justicia fuentesii J.R.I. Wood
- Justicia fulvicoma Schltdl. & Cham.
- Justicia funckii Lindau
- Justicia galapagana Lindau
- Justicia galeata Hedrén
- Justicia gendarussa Burm.f.
- Justicia gibsoniae Bennet & S. Chandra
- Justicia gilliesii (Nees) Benth.
- Justicia glabra K.D.Koenig ex Roxb.
- Justicia glaziovii Lindau
- Justicia glischrantha Lindau
- Justicia glutinosa (Bremek.) V.A.W. Graham
- Justicia gonzalezii (Greenm.) Henrickson & Hiriart
- Justicia gossweileri S.Moore
- Justicia goudotii V.A.W. Graham
- Justicia graciliflora (Standl.) D.N. Gibson
- Justicia grossa C.B. Clarke
- Justicia guerkeana Schinz
- Justicia guianensis (N.E.Br.) Wassh.
- Justicia guineensis (Heine) Hawthorne & Jongkind
- Justicia hainanensis (C.Y. Wu & H.S. Lo) N.H. Xia & Y.F. Deng
- Justicia haplostachya (Nees) T. Anderson
- Justicia harleyi Wassh.
- Justicia hassleri (Lindau) V.A.W. Graham
- Justicia hatschbachii (Rizzini) Wassh. & L.B. Sm.
- Justicia hayatai Yamam.
- Justicia hedrenii J.-P. Lebrun & Stork
- Justicia henricksonii T.F. Daniel
- Justicia hepperi Heine
- Justicia herpetacanthoides  Leonard
- Justicia heterocarpa T.Anderson
- Justicia heterosepala Benoist
- Justicia heterotricha Mildbr.
- Justicia hexangularis Roem. & Schultz
- Justicia hians (Brandegee) Brandegee
- Justicia hilaris Scott-Elliot
- Justicia hilsenbeckii T.F. Daniel
- Justicia holochila (Rizzini) Profice
- Justicia huacanensis T.F.Daniel & V.W.Steinm.
- Justicia huambensis Hedrén
- Justicia huberi Wassh.
- Justicia humblotii Benoist
- Justicia hunzikeri Ariza Esp.
- Justicia hygrobia Leonard
- Justicia hylaea Leonard
- Justicia hylobia Leonard
- Justicia hylophila Lindau
- Justicia hyssopifolia L.
- Justicia ianthina Wassh.
- Justicia idiogenes Leonard
- Justicia inaequalis Benth.
- Justicia inaequifolia Brummitt
- Justicia inamoena Benoist
- Justicia inficiens Vahl
- Justicia insolita Brandegee
- Justicia insularis T.Anderson
- Justicia interrupta Kunth
- Justicia iochila Mildbr.
- Justicia irumuensis (Lindau) Bamps & Champl.
- Justicia irwinii Wassh.
- Justicia israelvargasii Wassh. & J.R.I. Wood
- Justicia isthmensis T.F. Daniel
- Justicia ivohibensis Benoist
- Justicia ixtlania T.F. Daniel
- Justicia jamaicensis (Britton) Stearn
- Justicia japonica Thunb.
- Justicia jitotolana T.F. Daniel
- Justicia johannae Benoist
- Justicia kampotiana Benoist
- Justicia kanal T.F. Daniel
- Justicia kessleri Wassh. & J.R.I. Wood
- Justicia kiborianensis (Hedrén) Vollesen
- Justicia kirkiana T. Anderson
- Justicia kleinii Wassh. & L.B. Sm.
- Justicia kouytcheensis (H. Lév.) E. Hossain
- Justicia kunhardtii Leonard
- Justicia kuntzei Lindau
- Justicia kwangsiensis (H.S. Lo) H.S. Lo
- Justicia ladanoides Lam.
- Justicia laeta S.Moore
- Justicia laevilinguis (Nees) Lindau
- Justicia lamprophylla Leonard
- Justicia lanceolata (Chapm.) Small
- Justicia lancifolia (Nees) V.M. Badillo
- Justicia latibracteata De Wild.
- Justicia latiflora Hemsl.
- Justicia laxa T.Anderson
- Justicia lazarus S.Moore
- Justicia leonardii Wassh.
- Justicia lepida (Nees) Wassh.
- Justicia leptantha (Nees) T. Anderson
- Justicia leptophylla Leonard
- Justicia leptostachya Hemsl.
- Justicia leucerythra Leonard
- Justicia leucoclada Chiov.
- Justicia leucoesthes Benoist
- Justicia leucothamna (Standl.) T.F. Daniel, Carnevali & Tapia
- Justicia leucoxiphus Vollesen, Cheek & Ghogue
- Justicia lianshanica (H.S. Lo) H.S. Lo
- Justicia lilloana Ariza Esp.
- Justicia lindaviana Leonard
- Justicia lindeniana (Nees) J.F. Macbr.
- Justicia linearifolia (Bremek.) H.S. Lo
- Justicia linearis B.L. Rob. & Greenm.
- Justicia linearispica C.B. Clarke
- Justicia lineolata Ruiz & Pav.
- Justicia lobata Benoist
- Justicia longiacuminata Rusby
- Justicia longii Hilsenb.
- Justicia loretensis Lindau
- Justicia lundellii Leonard
- Justicia luschnathii Lindau
- Justicia lutensis Wassh. & J.R.I. Wood
- Justicia luteocinerea Hedrén
- Justicia lythroides (Nees) V.A.W. Graham
- Justicia macrantha Benth.
- Justicia madagascariensis Lindau
- Justicia madrensis T.F. Daniel
- Justicia maguirei Wassh.
- Justicia mandonii (Lindau) Wassh. & C. Ezcurra
- Justicia manserichensis Wassh.
- Justicia mariae Hedrén
- Justicia marojejiensis Benoist
- Justicia martiniana (Nees) Lindau
- Justicia martinsoniana Howard
- Justicia masiaca T.F. Daniel
- Justicia matammensis (Schweinf.) Oliv.
- Justicia matogrossensis Wassh.
- Justicia maxima (Lindau) S. Moore
- Justicia mcdowellii Wassh.
- Justicia mediocris Benoist
- Justicia megalantha Wassh. & J.R.I. Wood
- Justicia mendax (Lindau) Wassh.
- Justicia mendoncae Benoist
- Justicia mesetarum Wassh. & J.R.I. Wood
- Justicia metallica Lindau
- Justicia metallorum P.A. Duvign.
- Justicia mexicana Rose
- Justicia meyeniana (Nees) Lindau
- Justicia micrantha (Oerst.) V.A.W.Graham
- Justicia microdonta W.W. Sm.
- Justicia microphylla Lam.
- Justicia migeodii (S. Moore) V.A.W. Graham
- Justicia miguelii V.A.W. Graham
- Justicia minima A. Meeuse
- Justicia minutiflora Benoist
- Justicia mirandae T.F. Daniel
- Justicia modesta (Bremek.) V.A.W. Graham
- Justicia mogandjoensis De Wild.
- Justicia mollissima (Nees) Y.F. Deng & T.F. Daniel
- Justicia mollugo C.B.Clarke
- Justicia monachinoi Wassh.
- Justicia monopleurantha (Lindau) Wassh.
- Justicia montis-salinarum A. Meeuse
- Justicia moritziana Wassh.
- Justicia mortuifluminis Fernald
- Justicia multibracteata Benoist
- Justicia multicaulis Donn. Sm.
- Justicia myriantha Standl.
- Justicia neesiana (Nees) T. Anderson
- Justicia nelsonii (Greenm.) T.F. Daniel
- Justicia nematocalyx Lindau
- Justicia nemoralis S. Moore
- Justicia neolinearifolia N.H. Xia & Y.F. Deng
- Justicia neomontana Bennet & S. Chandra
- Justicia nervata (Lindau) Profice
- Justicia nevlingii Wassh. & T.F. Daniel
- Justicia nicaraguensis Durkee
- Justicia nigerica S. Moore
- Justicia nilgherrensis (Nees) Wall. ex C.B.Clarke
- Justicia niokolo-kobae Berhaut
- Justicia nodicaulis (Nees) Leonard
- Justicia novogaliciana T.F. Daniel
- Justicia nummulus Benoist
- Justicia nuriana Wassh.
- Justicia nuttii C.B. Clarke
- Justicia nyassana Lindau
- Justicia oaxacana (Greenm.) T.F. Daniel
- Justicia obcordata Benoist
- Justicia oblonga (Nees) Lindau
- Justicia oblongifolia (Lindau) M.E. Steiner
- Justicia obovata Wassh. & J.R.I. Wood
- Justicia obtusicapsula Hedrén
- Justicia odora (Forssk.) Lam.
- Justicia oerstedii Leonard
- Justicia oldemanii Wassh.
- Justicia oncodes (Lindau) Wassh. & C. Ezcurra
- Justicia onilahensis Benoist
- Justicia oranensis De Marco & T. Ruiz
- Justicia orbicularis V.A.W. Graham
- Justicia oreadum S. Moore
- Justicia ornatopila Ensermu
- Justicia ornithopoda Benoist
- Justicia orosiensis Durkee
- Justicia ovata (Walter) Lindau
- Justicia oxypages Leonard
- Justicia pacifica (Oerst.) Hemsl.
- Justicia palmeri Rose
- Justicia palustris (Hochst.) T. Anderson
- Justicia panamensis Durkee
- Justicia panarensis Wassh.
- Justicia panduriformis Benoist
- Justicia pannieri Leonard
- Justicia paranaensis (Rizzini) Wassh. & L.B. Sm.
- Justicia parguazensis Wassh.
- Justicia parimensis Wassh.
- Justicia paruana Wassh.
- Justicia parvibracteata Leonard
- Justicia parvispica Benoist
- Justicia paspaloides Benoist
- Justicia patentiflora Hemsl.
- Justicia paucifolia T.F. Daniel
- Justicia pectoralis Jacq.
- Justicia pedestris Benoist
- Justicia pedicellata D.N. Gibson
- Justicia peninsularis Gómez-Laur. & Hammel
- Justicia periplocifolia Jacq.
- Justicia petiolaris T. Anderson
- Justicia petterssonii (Hedrén) Vollesen
- Justicia phillipsiae Rendle
- Justicia phlebodes Leonard & Gentry
- Justicia phlomoides Mildbr.
- Justicia phyllocalyx (Lindau) Wassh. & C. Ezcurra
- Justicia phyllostachys C.B.Clarke
- Justicia physogaster Lindau
- Justicia pilosa (Ruiz ex Nees) Lindau
- Justicia pilosella (Nees) Hilsenb.
- Justicia pilosocordata C.B.Clarke
- Justicia pilosula Benoist
- Justicia pilzii T.F.Daniel
- Justicia pinguior C.B.Clarke
- Justicia pittieri Lindau
- Justicia platysepala (S.Moore) P.G.Mey.
- Justicia plebeia Benoist
- Justicia pleurolarynx (S.F.Blake) V.M.Badillo
- Justicia pluriformis Wassh. & J.R.I. Wood
- Justicia poeppigiana (Nees) Lindau
- Justicia poilanei Benoist
- Justicia polyantha Benoist
- Justicia polygaloides (S. Moore) Lindau
- Justicia polygonoides Kunth
- Justicia polystachya Lam.
- Justicia potamogeton Lindau
- Justicia potarensis (Bremek.) Wassh.
- Justicia pozuzoensis Wassh.
- Justicia praetermissa Wassh. & J.R.I. Wood
- Justicia preussii (Lindau) C.B. Clarke
- Justicia prevostiae Wassh.
- Justicia pringlei B.L. Rob.
- Justicia procumbens L.
- Justicia protracta (Nees) T. Anderson
- Justicia pseudoamazonica Lindau
- Justicia pseudohypoestes Benoist
- Justicia pseudorungia Lindau
- Justicia pseudospicata H.S. Lo & D. Fang
- Justicia psychotrioides Thouars ex Schult.
- Justicia pubescens Ruiz ex Nees
- Justicia pubigera (Nees) C.B. Clarke
- Justicia purpusii (Brandegee) D.N. Gibson
- Justicia pycnophylla Lindau
- Justicia pygmaea Lindau
- Justicia pynaertii De Wild.
- Justicia pyrrhostachya (Lindau) Wassh.
- Justicia quadrifaria (Nees) T. Anderson
- Justicia quinqueangularis K.D.Koenig ex Roxb.
- Justicia racemosa Ruiz & Pav.
- Justicia radicans Vahl
- Justicia ramulosa (Morong) C.Ezcurra
- Justicia rauhii Wassh.
- Justicia readii T.F. Daniel & Wassh.
- Justicia reflexiflora Vahl
- Justicia refractifolia (Kuntze) Leonard
- Justicia refulgens Leonard
- Justicia regis Hedrén
- Justicia reitzii Leonard
- Justicia rendlei C.B. Clarke
- Justicia reptabunda Benoist
- Justicia reptans Sw.
- Justicia reticulata Benoist
- Justicia rhodoptera Baker
- Justicia rhomboidea Wassh. & J.R.I. Wood
- Justicia richardii Benoist
- Justicia richardsiae Hedrén
- Justicia rictus Benoist
- Justicia riedeliana (Nees) V.A.W. Graham
- Justicia rigens Benoist
- Justicia riojana Lindau
- Justicia riopalenquensis Wassh.
- Justicia riparia Kameyama
- Justicia romba Benoist
- Justicia rothschuhii (Lindau) Durkee
- Justicia rubicunda (Hochst.) Fourc.
- Justicia rubropicta Benoist
- Justicia rubroviolacea Benoist
- Justicia ruiziana Lindau
- Justicia runyonii Small
- Justicia rusbyana Lindau
- Justicia rusbyi (Lindau) V.A.W.Graham
- Justicia ruwenzoriensis C.B. Clarke
- Justicia rzedowskii (Acosta Cast.) T.F. Daniel
- Justicia sabulicola Benoist
- Justicia sagraeana (A. Rich.) A. H. Liogier
- Justicia saltensis T. Ruiz & De Marco
- Justicia salvadorensis Standl.
- Justicia salviiflora Kunth
- Justicia salvioides Milne-Redh.
- Justicia sambiranensis Benoist
- Justicia sanchezioides Leonard
- Justicia sangilensis T.F. Daniel & Véliz
- Justicia santelisiana Acosta Cast. & T.F. Daniel
- Justicia sarapiquensis McDade
- Justicia sarmentosa Lindau
- Justicia sarothroides Lindau
- Justicia scabrula Chiov.
- Justicia scansilis (Rizzini) V.A.W. Graham
- Justicia scheidweileri V.A.W. Graham
- Justicia schenckiana Lindau
- Justicia schimperi (Hochst.) Dandy
- Justicia schimperiana (Hochst. ex Nees) T. Anderson
- Justicia schoensis Lindau
- Justicia schomburgkiana (Nees) V.A.W.Graham
- Justicia schultesii Leonard
- Justicia seclusa Benoist
- Justicia secunda Vahl
- Justicia secundiflora (Ruiz & Pav.) Vahl
- Justicia senicula Benoist
- Justicia sericea Ruiz & Pav.
- Justicia sericiflora Benoist
- Justicia sericographis V.A.W. Graham
- Justicia seslerioides S. Moore
- Justicia sessilifolia (Lindau) Wassh.
- Justicia sessilis Jacq.
- Justicia siccanea W.W. Sm.
- Justicia silvicola D.N. Gibson
- Justicia simonisia V.A.W. Graham
- Justicia sitiens Benoist
- Justicia skutchii Leonard
- Justicia soliana Standl.
- Justicia sonorae Wassh.
- Justicia soukupii (Standl. & F.A. Barkley) V.A.W. Graham
- Justicia spicigera Schltdl.
- Justicia spiculifera Benoist
- Justicia spigelioides Baker
- Justicia sprucei V.A.W. Graham
- Justicia squalida Wassh. & J.R.I. Wood
- Justicia squarrosa Griseb.
- Justicia stachytarphetoide s (Lindau) C.B. Clarke
- Justicia steinbachiorum Wassh. & J.R.I. Wood
- Justicia stellata (B.L. Rob. & Greenm.) T.F. Daniel
- Justicia steyermarkii Standl. & Leonard
- Justicia stipitata Wassh. & Arroyo
- Justicia striata (Klotzsch) Bullock
- Justicia strigilis Benoist
- Justicia striolata Mildbr.
- Justicia suarezensis Benoist
- Justicia subpaniculata Benoist
- Justicia sulfurea (Donn. Sm.) D.N. Gibson
- Justicia sulphuriflora Hedrén
- Justicia symphyantha Lindau
- Justicia syncollotheca Milne-Redh.
- Justicia tabascina T.F. Daniel
- Justicia tanalensis S. Moore
- Justicia tarapotensis Lindau
- Justicia teletheca T.F. Daniel
- Justicia telloensis Hedrén
- Justicia tenella (Nees) T.Anderson
- Justicia tenera (Turrill) D.N. Gibson
- Justicia tenuiflora Ruiz & Pav.
- Justicia tenuipes S. Moore
- Justicia tenuistachys (Rusby) Wassh. & J.R.I. Wood
- Justicia thiniophila Ensermu
- Justicia thomensis Lindau
- Justicia thunbergioides (Lindau) Leonard
- Justicia thymifolia C.B. Clarke
- Justicia tianguensis T.F. Daniel
- Justicia tigrina Heine
- Justicia tijucensis V.A.W.Graham
- Justicia tinctoria Lour.
- Justicia tinctoriella Bennet & Raizada
- Justicia tobagensis (Urb.) Wassh.
- Justicia tocantina (Nees) V.A.W. Graham
- Justicia tonduzii Lindau
- Justicia toroensis S.Moore
- Justicia torresii T.F. Daniel
- Justicia tremulifolia Lindau
- Justicia trianae (Leonard) J.R.I.Wood
- Justicia trichophylla Baker
- Justicia trichotoma (Kuntze) Leonard
- Justicia trifolioides T. Anderson
- Justicia tristis (Nees) T. Anderson
- Justicia trivialis Benoist
- Justicia turipachensis T.F. Daniel
- Justicia tuxtlensis T.F.Daniel
- Justicia tweediana (Nees) Griseb.
- Justicia ukagurensis Hedrén
- Justicia ulei Lindau
- Justicia umbricola Wassh. & J.R.I. Wood
- Justicia unyorensis S. Moore
- Justicia upembensis Hedrén
- Justicia urophylla (Lindau) D.N. Gibson
- Justicia uvida Wassh.
- Justicia uxpanapensis T.F. Daniel
- Justicia vagabunda Benoist
- Justicia vahlii Roth
- Justicia valerioi Leonard
- Justicia valvata T.F. Daniel
- Justicia velizii T.F. Daniel
- Justicia venalis Benoist
- Justicia venosa (Nees) V.A.W. Graham
- Justicia ventricosa Wall. ex Hook. f.
- Justicia veracruzana T.F. Daniel
- Justicia veraguensis T.F. Daniel & Wassh.
- Justicia vernalis Wassh. & J.R.I. Wood
- Justicia versicolor (Lindau) C.B.Clarke
- Justicia vicina Benoist
- Justicia viridescens (Leonard) T.F. Daniel
- Justicia viridifavescens Lindau
- Justicia vitzliputzli Lindau
- Justicia wardii W.W. Sm.
- Justicia warmingii Hiern
- Justicia warnockii B.L. Turner
- Justicia wasshauseniana Profice
- Justicia weberbaueri (Lindau) Wassh.
- Justicia wendtii T.F. Daniel
- Justicia whytei S. Moore
- Justicia wilhelminensis Wassh.
- Justicia williamsii T.F. Daniel
- Justicia wrightii A. Gray
- Justicia wurdackii Leonard
- Justicia xantholeuca W.W. Sm.
- Justicia xerobatica W.W. Sm.
- Justicia xerophila W.W. Sm.
- Justicia xylopoda W.W. Sm.
- Justicia xylosteoides Griseb.
- Justicia yhuensis Lindau
- Justicia yungensis Wassh. & J.R.I. Wood
- Justicia yunnanensis W.W. Sm.
- Justicia yurimaguensis Lindau
- Justicia yuyoeensis Wassh. & J.R.I. Wood
- Justicia zamudioi T.F. Daniel
- Justicia zarucchii Wassh.
- Justicia zopilotensis Henrickson & Hiriart